# Улица Зодчих (станция скоростного трамвая)
Улица Зодчих — станция Правобережной линии Киевского скоростного трамвая. Расположена между станциями «Бульвар Николая Руденко» и «Улица Александра Махова».

## История
В 1977 остановка стала конечной маршрута скоростного трамвая №1, который стал ходить от «Дворец спорта» до «Улица Семьи Сосниных» (нынешнее название — «Улица Зодчих»). В 2020 году началась реконструкция остановки с целью открытия в виде станции, а 20 августа 2021 года было оповещено, что реконструкция была завершена и станция открыта для пассажиров. С 18 сентября до 24 декабря 2021 года была конечной маршрута скоростного трамвая №1 в связи с реконструкцией участка пути от станции «Улица Зодчих» до конечной остановки «Михайловская Борщаговка».

### После реконструкции
Как станция была открыта после реконструкции в 2021 году. После реконструкции станция получила две повышенные платформы, оснащенные турникетами, тактильной плиткой, пандусами, информационными таблами и LED-освещением. Кроме того, был установлен переход через трамвайные пути который предупреждает пешеходов об приближении трамвая.